# Georg Friedrich Benecke
Georg Friedrich Benecke (født 10. juni 1767 i Mönchsroth, død 21. august 1844 i Göttingen) var en tysk germanist.
Benecke, der var Jacob Grimms og Karl Lachmanns studiefælle, var professor ved Göttingens Universitet. Han søgte bevidst at overføre den klassiske filologis metode på gammeltysk digtning. Beneckes udgaver af middelhøjtyske digtere med dertil hørende ordbog er grundlæggende.